# Ubaté
Ubaté – miasto w Kolumbii, w departamencie Cundinamarca.